# 大堡礁受到的环境威胁

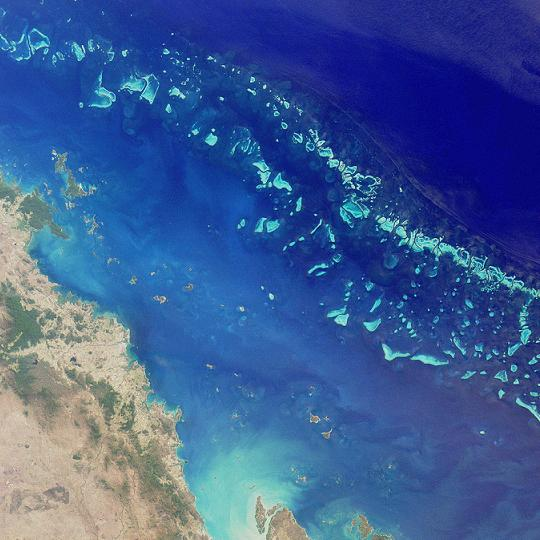
大堡礁

大堡礁是世界上最大的珊瑚礁群，由大约3000个礁体和900个岛屿组成，绵延2,600公里（1,616英里），覆盖约344,400平方公里。大堡礁位於澳大利亚东北部昆士兰州的珊瑚海上，其中很大一部分是由大堡礁海洋公园负责保护的。
大堡礁受到的环境压力包括：来自径流的低劣水质，其中含有悬浮沉积物、过剩营养物、杀虫剂，且盐度波动不定；气候变化的影响，例如气温上升、风暴天气以及珊瑚礁白化现象；此外棘冠海星的周期性大量出现，过度捕捞导致食物链破坏，以及运输航线上的的石油泄漏或不当的压载水排放都会影响大堡礁的生态环境。

## 水质

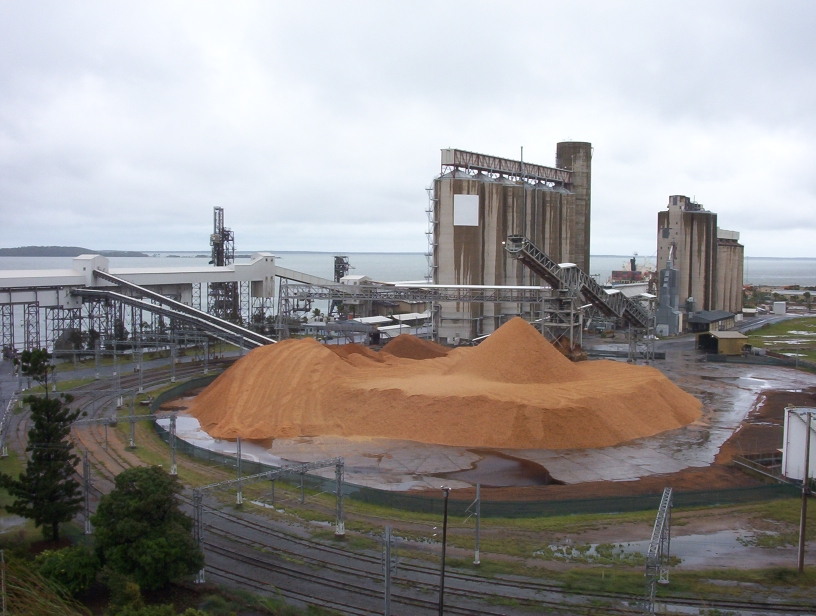
位於集水區內的一個散裝貨物儲存倉庫

水质问题于1989年首次被列为大堡礁的威胁因素。大堡礁的集水区由三个主要河流和成百上千条小溪流组成，占地面积423000平方千米（約163000平方英里）。昆士兰州沿岸有几个主要的中心城市，包括凯恩斯、汤斯维尔、麦凯、罗克汉普顿以及工业城市格拉德斯通。凯恩斯和汤斯维尔是其中两个最大的沿海城市，各大约拥有15万人口。
影响珊瑚礁健康的主要水质变量有水温、盐浓度、营养含量，悬浮泥沙浓度和农药浓度。在大堡礁区域存活的生物能够适应其水质的变化，然而一旦这种变化超过临界阈值，就会对这些生物造成不利影响。河排放物是最大的营养素的来源，在热带洪水爆发时会对礁石造成极大的污染，这种污染90%来自农场。
大堡礁附近的集水区的水被人类用于各种用途，3000座礁石中大约700座成了危险区。由於自然酸性物沉积和耕作化学物质的排放，以及海岸线发展和作为自然过滤器的沿海湿地流失，这些区域的水质已经严重下降。集水区的工业包括大约262平方千米的棉花种植；合计158平方千米的340个奶牛场，平均每个占地2平方千米；288平方千米的放牧场；大约8000平方千米的园艺种植区，包括香蕉种植、甘蔗种植以及谷物种植；1200平方千米的小麦种植区；6000到7000平方千米的大麦种植区以及高粱和玉米种植区。在棉花、奶制品、牛肉生产，园艺业和制糖业中使用肥料对于保证产量和收益是至关重要的。然而，化肥和甘蔗收获方式的副产品构成了大堡礁潟湖地表径流的成分。潮湿热带地区的甘蔗种植业和干燥热带地区的放牧业是首要的农业生产活动，二者都是影响水质的重要因素。在大堡礁水域中常见的工业污染物铜已被证明干扰了珊瑚虫的发育，而洪水泛滥则与水中氮和磷的含量升高有关。据观察，在2007年2月，由於受季风气候的影响，大量的泥沙径流已经达到礁石的最外层区域。
雨水径流对凯恩斯南部地区的影响最大，这裡的年降水量达3000毫米，而珊瑚礁距离海岸不到30公里。过度放牧、过量使用化肥与农药让农业径流受到了污染。自从澳大利亚引进了欧洲的农耕模式，农田土壤的污染程度升高了800%，无机氮污染程度升高了3000%。环境的污染对珊瑚系统的破坏是一系列的，比如，棘冠海星呈爆发式的密集繁殖。依据2000年的珊瑚样本显示，减少的珊瑚中有66%是这种以珊瑚虫为食的动物造成的。
有人认为，珊瑚之所以受到了营养物质过剩的影响，背后的原因是海藻导致了光照和氧气竞争的加剧。除非植食生物出现异常性减少，大堡礁的珊瑚被海藻所替代的情况就不可能出现。
也有人指出，水质在营养物质过剩的环境下不断恶化，促使了传染病在珊瑚间的蔓延。大堡礁的珊瑚发病率总体呈较低的水平。Skeletal Eroding Band是一种由原生动物Halofolliculina corallasia引起的疾病，会感染珊瑚群落里6科31种珊瑚。尽管人为污染是否引发了大堡礁的珊瑚疾病还尚存争议，但根据珊瑚长期观察项目所得，珊瑚疾病的发病率在1999年至2002年间呈上升趋势。
水体中营养物质浓度的提升会对珊瑚群落产生一系列的影响，这种极端的环境有可能让珊瑚消亡。这一情况还会加速浮游植物的生长，从而使滤食性生物的数量增多，让珊瑚的生存空间面临威胁。来自陆地的过量的沉积物将珊瑚覆盖，干扰了珊瑚再生的进程，也破坏了群落间的互相交换。珊瑚被沉积物颗粒覆盖后，降低了光的吸收率和可利用率，影响了珊瑚进行光合作用，珊瑚的生长受到了抑制。适宜珊瑚礁生长的海水盐度为25%～42%。盐度变化对珊瑚的影响越来越大，这还和其他某些因素的泛滥有关。
澳大利亚和昆士兰政府共同负责珊瑚礁的保护工作，水质监测计划也已到位。然而，世界野生动物基金会还是指责政府行动缓慢。他们表示，已有差不多700处珊瑚礁因为沉积物径流的问题受到了严重威胁。

## 气候变化

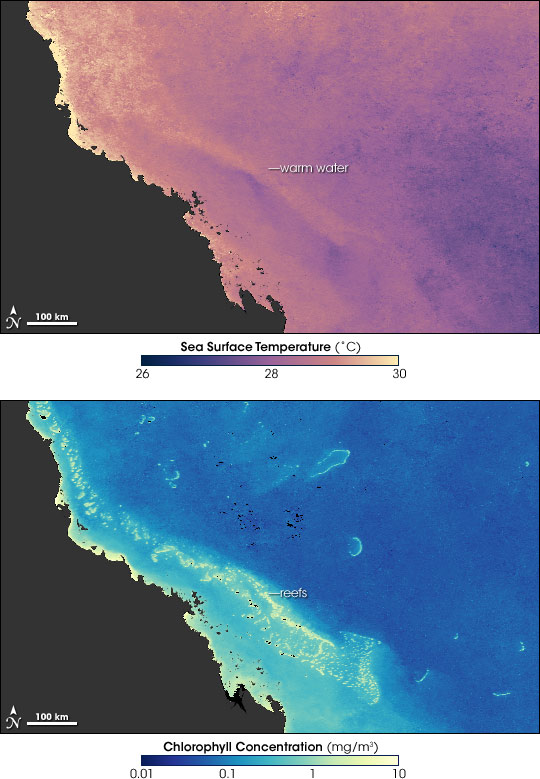
海水温度及大堡礁的白化

大多数人认为，对于大堡礁以及其他热带珊瑚礁系来说，最大的威胁莫过于气候变化，主要是全球变暖及厄尔尼诺效应。1998年、2002年与2006年夏天，大堡礁的珊瑚白化事件表明了，目前很多珊瑚在所能承受的最高温度下生存。2007年2月，当前的珊瑚褪色被认为威胁“小”，是因为考虑了季风气候系统的的因素，尽管发现珊瑚白化的地方处于监测之中。
正如1998年、2002年与2006年表明的那样，珊瑚将光合作用产生的共生藻（提供百分之九十能量需求）从体内驱逐出去，颜色变淡，在水压之下显现出碳酸钙的白色骨骼，水温使其无法持久生存。在这个阶段，珊瑚仍是活的，如果水温下降，珊瑚可以重新获得共生藻；如果约一个月内水温未下降，珊瑚将死于食物短缺(此处已修改)。2005年是澳大利亚史上气温最高的一年，2005与2006年夏天异常的高温导致了凯珀尔岛群的珊瑚大量白化。联合国政府间气候变化小组的一份报告草案称，大堡礁处于严重的危险之中，将在2030年“频临灭绝”，提醒珊瑚白化很有可能每年都会发生。
然而还有另一种观点，认为珊瑚白化问题并不如先前担心的那样严重(此处已修改)。《澳洲人》报纸引用詹姆斯库克大学里德（Ridd）教授的话：“人们认为珊瑚白化意味着世界末日，但是当你深究进去，会发现这是一个有争议的命题。”“当什么问题和钙化问题联系在一起，你就有些受狼来了这个故事的影响……他们总是唤着狼来了”科学家Ray Berkelmans的研究“表明了2006年凯珀尔岛遭白化毁坏的露头，已得到惊人的恢复。”《澳洲人》一篇相关文章对此进行了解释：“那些驱逐出共生藻的珊瑚，在死亡之前还有很小的可能性与新的耐热海藻共同生存。2006年，Berkelmans与他的小队在凯珀尔岛上发现，共生藻的主要类型由原先轻而热敏的C2型变为更加稳健的D型和C1型。”
2009年9月2日，澳大利亚大堡礁海洋公园当局出具的一份报告显示，若二氧化碳浓度达到450ppm，珊瑚礁的生存环境将高度恶化；若二氧化碳浓度能控制在380ppm以下，则恶化程度是可接受的，礁石将仍保持以珊瑚为主体。
全球变暖可能已经引发了整个热带的礁石生态系统的瓦解。有人认为全球温度上升会导致更猛烈的热带风暴，但礁石系统具有自然弹性，可以在受到风暴重创之后复原。大多数人都认为气温的持续上升将导致更多的珊瑚白化现象。也有其他一些人指出，虽然某些区域内的珊瑚礁会死亡，但其他一些区域会变得适宜珊瑚生存，从而形成新的珊瑚礁。然而，大规模白化现象发生的频率，预计将远远超过珊瑚礁复原或调整适应的速度。
不过，Kleypas等人在一份2006年的报告中提出，海水的酸化趋势显示，随着海水的PH值下降，珊瑚制造碳酸钙的能力将会降低。2009年的一项研究显示，自1990年以来，滨珊瑚（大堡礁上最强健的珊瑚）的生长速度已减缓了14.2%。该项研究认为其原因是热应力以及珊瑚生长所需的钙离子的有效性降低。
气候变化和全球变暖是对珊瑚礁的最大的两个威胁。气温升高2到3摄氏度将可能会造成每年97%的大堡礁遭到白化。珊瑚礁科学家泰利·东做出的预测，全球气温提升1摄氏度的话将会造成82%的珊瑚遭漂白，2摄氏度的话则是97%，提高3摄氏度将导致珊瑚全部遭到毁坏。一个基于1998年和2002年遭漂白事件的预测(理论)模型也赞成这一预测。
气候变化也影响着大堡礁上的其它生命形式，比如，某些鱼种需要在特定的水温里生活，这些鱼不得已要去寻找新的栖息地导致它们寻求新的栖息地，因而造成以捕食这种鱼类的海鸟的雏鸟死亡。同样，在海龟群体裡，由於海龟的性别是由温度决定的，更高的温度意味着它们群体的性别比率也将发生变化，海龟的栖息地也会缩小。

## 热带气旋

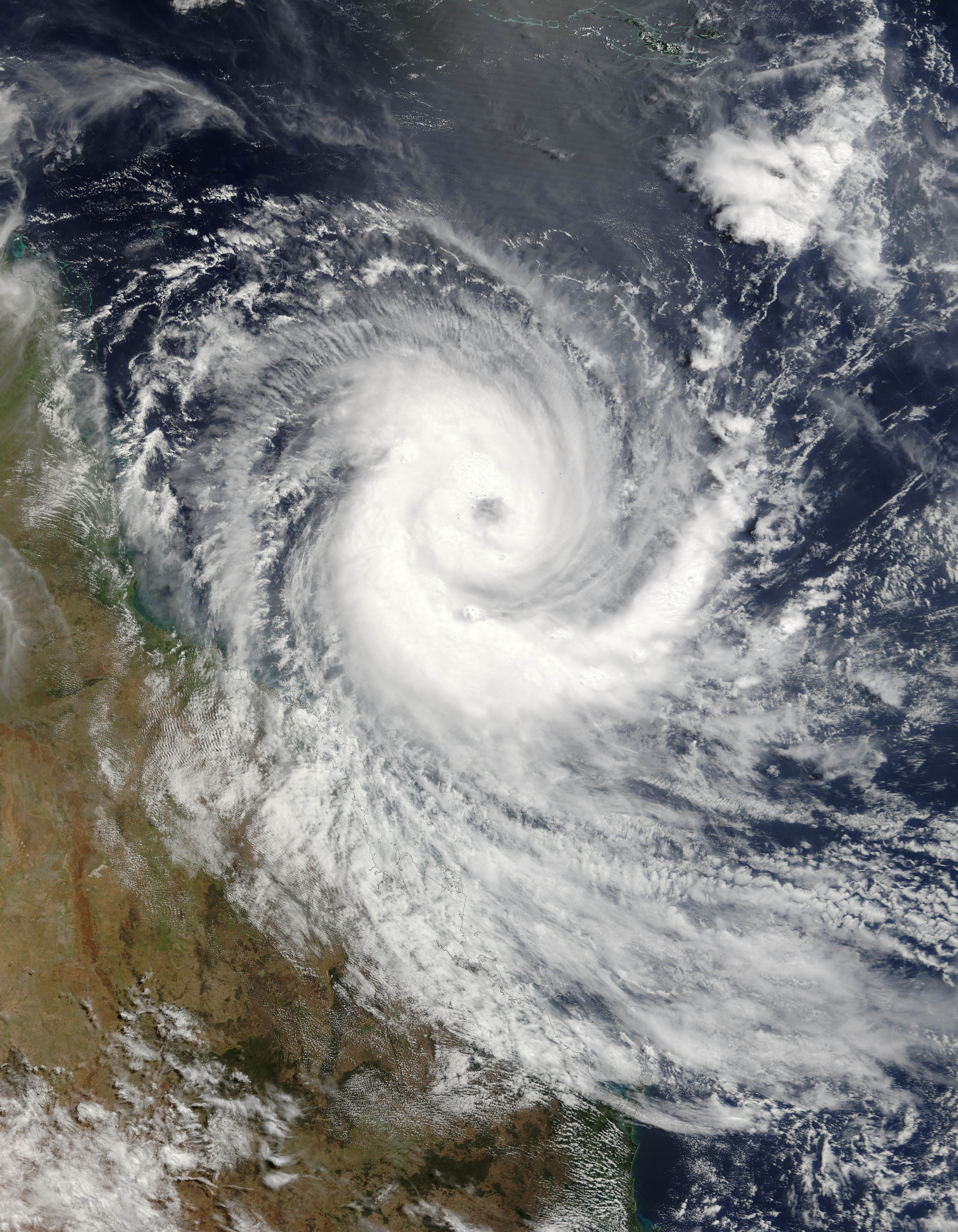
2006年3月19日，热带气旋“拉里”侵袭大堡礁

热带气旋会干扰大堡礁的生态环境。它们所产生的危害是各种各样的，包括珊瑚破碎，沉积物羽流以及暴雨带来的海水盐分含量减少（例如热带气旋“乔伊”）。珊瑚礁被气旋破坏后就像一块块“补丁”。大多数的热带气旋会在一天之内扫过大堡礁。 通常来讲，紧凑型珊瑚，比如滨珊瑚，比分支型珊瑚更能抵御气旋的侵袭。和之前的热带气旋大体相同，气旋“拉里”主要对珊瑚礁的基础结构产生危害，使珊瑚断裂或移位。每过200年到三百年，昆士兰海岸会遭受一次严重的热带气旋袭击。然而，在1969年到1999年期间，该区域的大部分气旋都很弱。在澳大利亚气象局的观测版图上，它们都只达到一级或二级。

## 过度捕捞
人类对基石物种（Keystone species）——如大法螺和鲨鱼——不可持续的过度捕捞，会破坏珊瑚礁相关的重要食物链。捕鱼活动也对珊瑚礁造成了影响：捕鱼加大了来自船舶的污染，在用拖网、锚、渔网捕捞时也会捕到一些副渔获物（如海豚和海龟）造成对珊瑚礁栖息地的破坏。 对草食动物的过度捕捞会导致藻类在珊瑚礁上肆意生长 ——通过过度捕捞模拟研究，人们发现红边蝙蝠鱼可使藻类明显减少。人类会为了获得鲨鱼肉而捕捞鲨鱼，或者仅将它们作为副渔获物的一部分。通常，他们会将鲨鱼杀死然后扔入大海，因为有人认为鲨鱼会给捕捞带来麻烦。截至2004年7月1日，已有大约三分之一的大堡礁海洋公园纳入保护区，禁止任何未经书面许可的物种清除活动，包括捕鱼在内。 然而，在这些禁止捕猎区，非法偷捕行为仍然存在。

## 棘冠海星

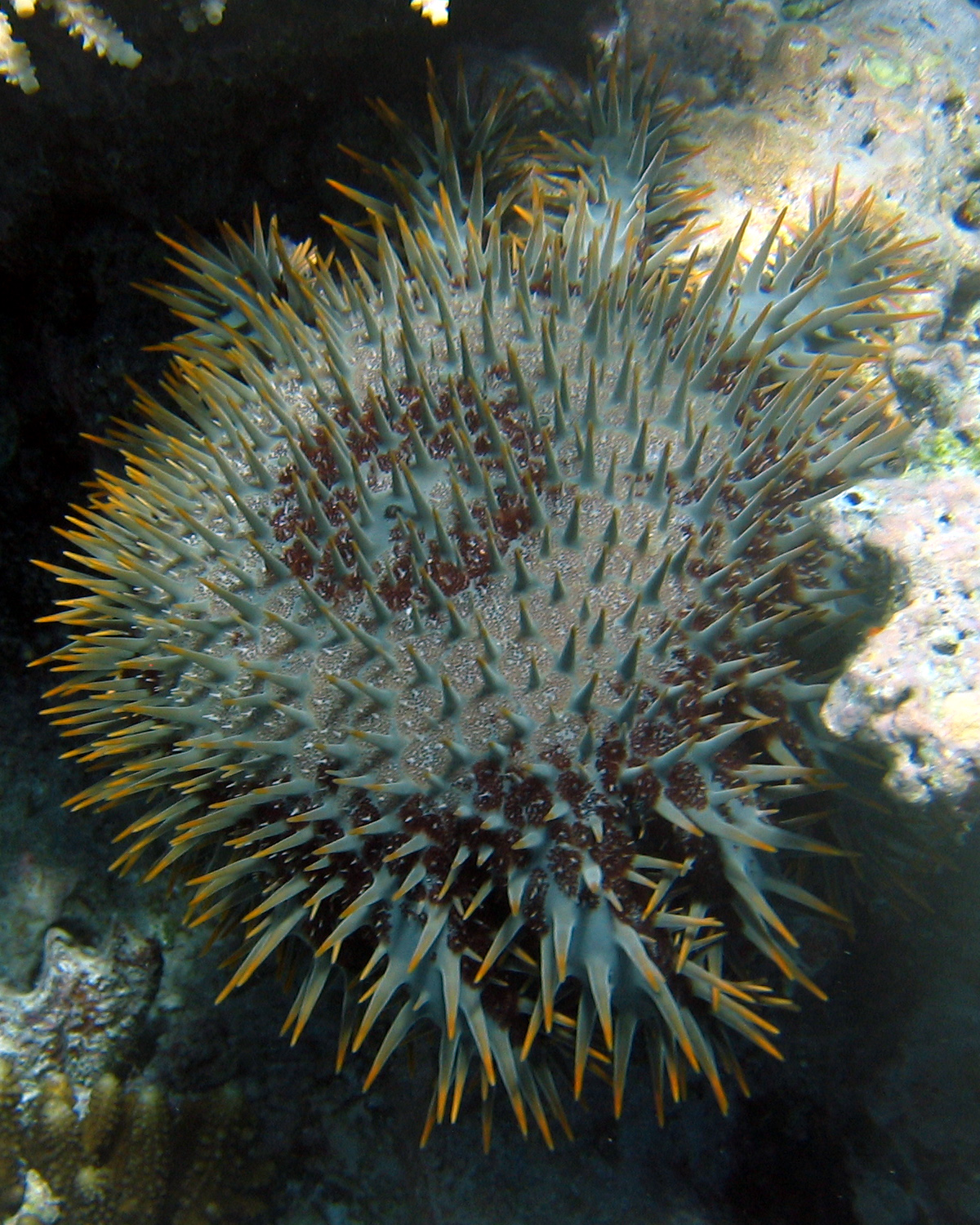
斐济的棘冠海星

棘冠海星是一种以珊瑚为食的肉食动物。它们附着在珊瑚礁上，将胃部挤压出体外，覆盖住珊瑚虫，然后释放出消化酶将已被液化的珊瑚虫吸食殆尽。一只成年的棘冠海星可在一年内吞食掉6平方米的活珊瑚。有地质证据表明，棘冠海星已经在大堡礁存在了“至少数千年”，早已成为大堡礁生态系统的一部分。但还没有棘冠海星爆发式增长的相关地质证据。这些海星大量爆发式增长会导致珊瑚礁的毁坏。2000年的一次“海星爆发”，使CRC珊瑚礁研究中心在研究中损失了覆盖在其样本珊瑚礁上的66%的活珊瑚。尽管棘冠海星的大爆发被认为是自然循环的正常现象，但大堡礁及其周边的人类活动却会使这种现象恶化。农业造成的水质恶化会使棘冠海星幼虫大量繁殖。人类过度捕捞棘冠海星的天敌——大法螺，也是棘冠海星数量暴增的原因之一。 根据CRC珊瑚礁研究中心的定义，如果每公顷范围内的成年海星超过30只，即为“海星爆发”。

## 海运

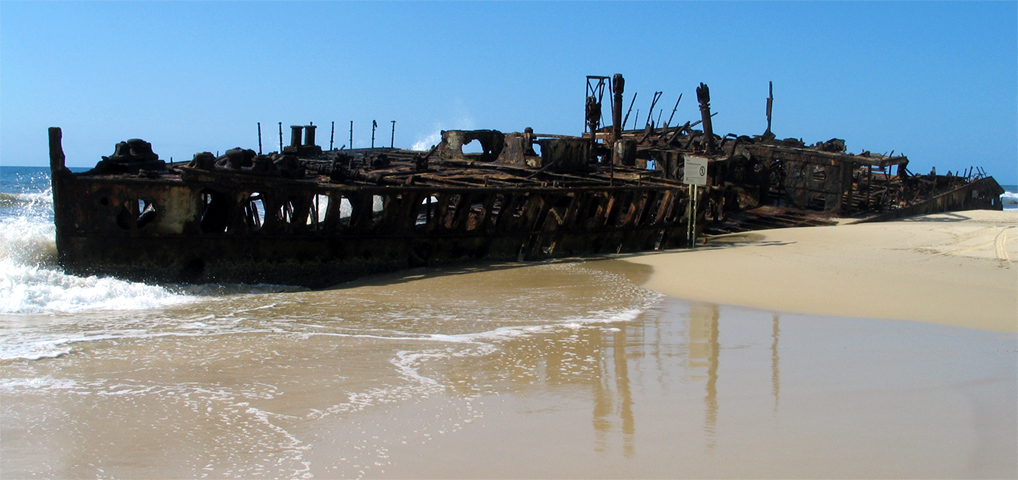
費沙島上的遇難船隻

运输事故也是一个紧迫的问题，因为有几条商业航运路线都经过大堡礁。大堡礁海洋公园管理局（Great Barrier Reef Marine Park Authority，GBRMPA）估计大约6000艘长度在50米（164英尺）以上的大船会经过大堡礁这条路线。从1985年到2001年，有11起船只相撞事故和20起船只搁浅在大堡礁内航线事故。人为失误是造成运输事故的主要原因。
尽管通过大堡礁的航线不容易，但是暗礁领航员认为，万一船出现机器故障在暗礁外围是比较安全的，因为这样船在修理时可以保持比较平稳的状态。75%的船利用大堡礁这条航线作为内航线。在外围，海风和波浪起伏将会把船推向暗礁，水的深度可以使船碰到暗礁，所以抛锚是不可能的。奋进号因无风停航，又被起伏的波浪推向暗礁，库克船长几乎因此有麻烦。直到大堡礁80米（262英尺）以内的范围，220米（722英尺）的海岸线，水深到触不到底（无法放锚），在大堡礁水域已知有1600只失事船只。
废弃物和外来物种排放到来自船裡的压舱水（当没有按照净化程序来时），这对大堡礁来说是一种生物危害。在一些船体的防污涂料中发现了三丁基锡（Tributyltin，TBT）合成物，还滤入海水中，这些物质对海洋生物和人类都是有毒的，努力严格控制这些合成物的使用。

## 石油
1923年，一份研究报告指出，大堡礁的岩层结构适合蕴藏丰富的油田。于是人们猜测，在大堡礁下面可能有一个石油圈闭。1957年通过的《英联邦石油搜索补贴法案》使得昆士兰州的石油勘探活动不断增加，其中包括1959年在大堡礁南部的沉船岛上开钻的油井。二十世纪60年代，人们开始在托雷斯海峡，沿约克角半岛东部到夏洛克公主湾，从库克顿海岸到弗雷泽岛，用地震仪器定向和磁偏角的方法来探测大堡礁可能存在的石油和天然气。60年代末期，摩羯海峡的沉船岛以及托雷斯海峡的达恩利岛附近，新建了更多的勘探油井，但仍然一无所获。
在1970年，为了防止出现类似托里坎荣号石油泄漏的事件，两个皇家专门调查委员会介入了大堡礁地区的石油勘探和开采工作。在调查委员会工作结束后，联邦政府和州政府禁止在大堡礁进行石油钻采。1990年，一份研究报告指出，大堡礁还很“年轻”，不可能蕴藏着石油储备。尽管依然有效的石油禁采令使得大堡礁地区的生态安全有所保障，但因航运引起的石油泄漏仍威胁着大堡礁的生态系统。从1987年到2002年，总共就有282起石油泄漏事件。